# Didier Clerc
Pour les articles homonymes, voir Clerc.
Didier Clerc (né en 1962, originaire de Grenoble) est un ancien joueur français de Scrabble. Il découvre le Scrabble à l’âge de 13 ans lors d’un tournoi scolaire. À 16 ans, il devient champion du comité Dauphiné-Savoie, à 18 ans, champion de France junior, et à 20 ans, champion du monde par paires et vainqueur du prestigieux Festival de Vichy. Au total, il remporte une quarantaine de tournois et représente la France une dizaine de fois aux championnats du monde. Il est l’auteur de plusieurs ouvrages sur le Scrabble dont le premier est paru alors qu’il n’a pas encore 20 ans.
En 1986, après l’obtention de son DESS en Génie informatique de l’Université de Grenoble, il décide d’émigrer au Québec.
En 1987, il collabore avec Jean-Pierre Sangin pour réaliser l’un des tout premiers programmes informatiques capables de jouer au Scrabble. Le programme – nommé Scrabbleur – aurait gagné les championnats du monde de 1986 et 1987.
En 1996, en collaboration avec Pierre-Claude Singer, il rentre au Livre Guinness des records grâce à la plus grande grille de mots croisés jamais réalisée toutes langues confondues (160 000 cases, 50139 mots et définitions).
Didier Clerc participe à une dizaine de jeux télévisés en France, en Suisse et au Québec. En 1990, associé à François Bédard, il remporte la finale annuelle du jeu télévisé québécois Charivari. Ils gagnent chacun une maison meublée avec piscine représentant un gain total de plus de 250 000 $. À la suite de cette victoire, il décide de se retirer de la compétition. Il continue toutefois de publier de nouvelles éditions de son ouvrage édité chez Larousse.

## Distinctions
Médaille d’Or de la Jeunesse et des Sports (1983)
Record Guinness de la plus grande grille de mots croisés (1996)

## Palmarès
- Champion du monde par paires
  - avec Michel Duguet (1982)
- Champion de France junior (1980)
- Vainqueur du Festival de Vichy (1982)
- Vainqueur du Festival de Val Thorens (1983)
- Champion de France interclubs avec Grenoble (1979, 1981)
- Champion du Québec par paires
  - avec François Bédard (1989, 1990)
- Vice-champion de France (1984)
- Champion régional Dauphiné-Savoie (1978, 1981, 1984, 1985)

## Anecdotes
Didier Clerc a été l’un des tout premiers joueurs de Scrabble à toper une partie – c’est-à-dire obtenir le maximum des points à chacun des coups – lors d’une partie disputée au club de Grenoble le 17 janvier 1979.
Il est l’un des rares joueurs à avoir réalisé un solo lors d’un championnat du monde de Scrabble. Cet exploit fut réalisé lors de la troisième partie du championnat du monde individuel de Montreux en 1981 avec le mot ESSUIENT.